# 第21回日本レコード大賞
第21回日本レコード大賞（だい21かいにほんレコードたいしょう）は、1979年（昭和54年）12月31日に帝国劇場で行われた、21回目の『日本レコード大賞』である。

## 概要
第21回の大賞は、ジュディ・オングの「魅せられて」に決定した。ジュディ・オングは初の受賞。
「第10回日本歌謡大賞」及び「第8回FNS歌謡祭」で、共にグランプリ受賞曲だった西城秀樹の「YOUNG MAN (Y.M.C.A.)」は、外国人の作曲作品のカバーであったため審査対象から外され、「勇気があれば」でのノミネートとなった。

## 大賞レースの経緯
この年は今日でも歌い継がれるミリオン級のヒット曲が目白押しで、激しい大賞争いが繰り広げられたことでも知られるが、大賞レースが本格化するこの年10月15日時点では、オリコン調べで89万枚を売り上げていたさだまさしの「関白宣言」が最有力という見方であった。ところがニューミュージック系は、吉田拓郎以降、井上陽水、アリスと、審査を前に「賞は頂きません」などと刺激的な発言を繰り返していたことから、審査員のニューミュージック系に対する心証が悪く、不利とされた。またさだも同じレコード会社系列だった「小林幸子さんの『おもいで酒』の方をプッシュしてほしい」と言ったとされ、大賞レースからは脱落した。次に有力視されたのは、大ヒットはないものの選考対象となった「いい日旅立ち」以降、「しなやかに歌って」まで4曲連続で中ヒットを続ける山口百恵だったが、当時百恵はホリプロからの独立問題などがあって、あまり審査員に好かれていないとされた。そのため大きくクローズアップされたのが西城秀樹の「YOUNG MAN (Y.M.C.A.)」だった。外国曲の訳詞ものはレコード大賞の基準に当てはまらないが、西城の所属する芸映が「国内の作曲に限るのは"音楽に国境なし"の精神に反する過保護」などと、強引に働きかけ基準を変えようとしたが、結局「勇気があれば」でのノミネートとなった。他のジュディ・オング「魅せられて」や、小林幸子「おもいで酒」などはノミネートが精一杯だろうというのがマスメディアの見方であったが、「魅せられて」の大賞受賞は驚きの結果で、"ジュディ大逆転"などと報じられた。
審査員（55人）の得票は、大賞の一次審査ではジュディ・オング「魅せられて」が27票、西城秀樹「勇気があれば」が23票、さだまさし「関白宣言」が2票、ゴダイゴ「ビューティフル・ネーム」、沢田研二「カサブランカ・ダンディ」、小林幸子「おもいで酒」がそれぞれ1票、その他は0票。決選投票で「魅せられて」と「勇気があれば」の2曲に絞られ、「魅せられて」が31票、「勇気があれば」が24票となり「魅せられて」の大賞が決定した。
視聴率は0.4ポイント上昇の43.3パーセントであった。
なお、番組内では松下電器産業の生コマーシャルを放送した。
なお、放送中、突如画面が変わり「cm9」のような文字が現れると言う有名な放送事故が発生した。17秒ほどその画面が続いた後、「おそれいりますが　このまま　ちょっと　お待ちください」と言うテロップが表示され、しばらくすると画面が元に戻った。
この事故の詳細は未だ不明である。

## 司会
- 総合司会：高橋圭三 - 11度目の司会。
- 司会進行：檀ふみ
- 司会進行：渡辺謙太郎（TBSアナウンサー）
- 三雲孝江（TBSアナウンサー・会場リポーター）

## 受賞作品・受賞者一覧

### 日本レコード大賞
- 「魅せられて」
  - 歌手:ジュディ・オング
  - 作詞:阿木燿子
  - 作曲:筒美京平 - 8年ぶり2度目。
  - 編曲:筒美京平 - 8年ぶり2度目。
  - レコード会社:CBSソニー
  - 所属会社:

### 最優秀歌唱賞
- 「おもいで酒」
  - 歌手:小林幸子

### 最優秀新人賞
- 桑江知子（曲:「私のハートはストップモーション」）

### 金賞（大賞ノミネート作品）
- 「おまえとふたり」
  - 歌手:五木ひろし - 大賞、最優秀歌唱賞、前身の歌唱賞を合わせると4年ぶり6度目。
- 「おもいで酒」
  - 歌手:小林幸子
- 「カサブランカ・ダンディ」
  - 歌手:沢田研二 - 2年連続2度目、前身の歌唱賞、大衆賞を合わせると3年連続6度目。
- 「関白宣言」　
  - 歌手:さだまさし
- 「しなやかに歌って」　
  - 歌手:山口百恵 - 2年連続2度目、前身の歌唱賞、大衆賞を合わせると3年連続4度目。
- 「ビューティフル・ネーム」
  - 歌手:ゴダイゴ
- 「舟唄」
  - 歌手:八代亜紀 - 2年連続2度目、前身の歌唱賞を合わせると4年連続6度目。
- 「万華鏡」
  - 歌手:岩崎宏美 - 2年連続2度目、前身の歌唱賞を合わせると3年連続3度目。
- 「魅せられて」
  - 歌手:ジュディ・オング
- 「勇気があれば」
  - 歌手:西城秀樹 - 2年連続2度目。前身の歌唱賞を合わせると5度目。

### 新人賞（最優秀新人賞ノミネート）
- 井上望（曲:「好きだから」）
- 倉田まり子（曲:「HOW! ワンダフル」）
- 桑江知子（曲:「私のハートはストップモーション」）
- 竹内まりや（曲:「SEPTEMBER」）
- 松原のぶえ（曲:「おんなの出船」）

### ベスト・アルバム賞
- 「栄光への脱出〜武道館ライブ」
  - 歌手:アリス
- 「10ナンバーズ・からっと」
  - 歌手:サザンオールスターズ
- 「夢供養」
  - 歌手:さだまさし

### 作曲賞（中山晋平賞）
- 「魅せられて」（歌:ジュディ・オング）
  - 作曲:筒美京平 - 2年連続5度目。大賞を含めると6度目。

### 編曲賞
- 「アメリカン・フィーリング」（歌：サーカス）
  - 編曲:坂本龍一

### 作詩賞（西条八十賞）
- 「チャンピオン」（歌:アリス）
  - 作詩:谷村新司

### 特別賞
- 古関裕而
- 遠藤実

### 企画賞
- 「107ソングブックシリーズ全集」　　
  - 高石ともやとザ・ナターシャー・セブン
  - *東芝EMI(株) - 4年ぶり6度目。
- 「おやじの海」 
  - 村木賢吉
  - 日本フォノグラム(株) - 3年ぶり2度目。
- 芸能山城組・特別公演ライブ
  - ビクター音楽産業(株) - 4年連続5度目。

### ロング・セラー賞
- 「夢追い酒」
  - 歌手:渥美二郎
- 「花街の母」
  - 歌手:金田たつえ
- 「北国の春」
  - 歌手:千昌夫
- 「みちづれ」
  - 歌手:牧村三枝子

### 日本レコード大賞顕彰
- 〈プレイヤー賞〉…泉君男（ドラム）、見砂直照、新野輝雄（サックス）、バッキー白片、灰田有紀彦

### TBS賞（後援団体賞）
- さだまさし

## TV中継スタッフ
- 演奏：岡本章生とゲイスターズ、高橋達也と東京ユニオン、ベストアンサンブル
- 指揮：長洲忠彦
- コーラス：日本合唱協会、フィーリングフリー、ミュージッククリエイション、T・C・F
- 番組プロデューサー：小松敬、吉田恭爾
- 中継演出：吉岡英機
- 演出：神保泰宏
- 舞台監督：
- 中継担当：
- 製作著作：TBS